# Stadsstadion Gabala
Het Stadsstadion Gabala is een voetbalstadion in de Azerbeidzjaanse stad Gabala. In het stadion speelt Qäbälä PFK haar thuiswedstrijden.